# Lekié
Lekié is een departement in Kameroen, gelegen in de regio Centre. De hoofdplaats van het departement heet Monatélé. De totale oppervlakte bedraagt 2.989 km². Met 354.864 inwoners bij de census van 2001 leidt dit tot een bevolkingsdichtheid van 118 inw/km².
Het departement is genoemd naar de rivier Lekié.

## Gemeenten
Lekié is onderverdeeld in negen gemeenten:
- Batchenga
- Ebebda
- Elig-Mfomo
- Evodoula
- Lobo
- Monatélé
- Obala
- Okola
- Sa'a